# Epignoma olivacea
Epignoma olivacea är en insektsart som beskrevs av Irena Dworakowska 1977. Epignoma olivacea ingår i släktet Epignoma och familjen dvärgstritar. Inga underarter finns listade i Catalogue of Life.